# Molophilus laoonana
Molophilus laoonana là một loài ruồi trong họ Limoniidae. Chúng phân bố ở miền Australasia.